# Alebion elegans
Alebion elegans är en kräftdjursart som beskrevs av Capart 1953. Alebion elegans ingår i släktet Alebion och familjen Euryphoridae. Inga underarter finns listade i Catalogue of Life.